# Teorías lingüísticas
Las teorías lingüísticas actuales se remontan al siglo XIX, cuando se considera que surgió el estudio científico del lenguaje en Occidente. En esta época, se pueden destacar dos grandes corrientes: el historicismo, por un lado, y el comparativismo, por otro. Estas dos vertientes no se pueden separar, dado que al comparar lenguas antiguas, debió hacerse desde un punto de vista historicista. Algunas de las características principales de ambas corrientes fueron, entre otras: su reacción contra el clasicismo y el racionalismo anteriores, la ley de Grimm que demostraba las correspondencias parciales entre sonidos de diferentes lenguas y el principio de la regularidad del cambio fonético descubierto por los neogramáticos. En suma, el comparativismo y el historicismo se podrían considerar las corrientes lingüísticas precursoras del panorama lingüístico actual; es decir, el que comprende el periodo transcurrido desde principios del siglo XX hasta nuestros días.

## Lingüística teórica
Siguiendo un análisis diacrónico de las diferentes teorías lingüísticas surgidas a lo largo del siglo XX y principios del XXI, la primera que debemos mencionar es el estructuralismo. 

### Primer estructuralismo
Se considera que éste aparece a partir de 1916, año en que los alumnos de F. de Saussure recopilaron y publicaron las notas de sus clases bajo el título de Cours de Linguistique génerale. Entre todas las aportaciones de este lingüista, cabe señalar algunas de sus dicotomías más célebres tales como sincronía/diacronía,  y langue (‘lengua’/parole y habla’). Por lo que respecta a la primera de éstas, Saussure considera que deben existir una lingüística sincrónica (encargada del estudio del estado de la lengua, es decir, del aspecto estático) y una lingüística diacrónica (que estudie las diferentes evoluciones de la lengua). En cuanto a la segunda dicotomía, lengua (langue) / habla (parole), Saussure concibe la lengua como un vehículo de comunicación, algo en estado potencial, código que el individuo no puede alterar, mientras que el habla, por el contrario, es la codificación del mensaje, el uso de la lengua por el individuo y efímera. Desde el punto de vista de Saussure, el objeto último del lingüista está en la lengua o langue de una comunidad, idea que rechazarán lingüistas posteriores.
Aunque Saussure sea considerado el padre del estructuralismo, cabe destacar otros grupos o lingüistas europeos y americanos continuadores de esta corriente. Por lo que respecta al Estructuralismo Europeo, es preciso señalar en primera instancia el Círculo Lingüístico de Praga, cuyos estudiosos más destacados fueron N. Trubetzkoy y R. Jakobson, ambos seguidores de Saussure. El primero de éstos, Trubetzkoy, se encargó del estudio fonológico, aplicando éste al fonema como unidad mínima de análisis. De este modo, llegó a la conclusión de que los sistemas fonológicos se clasifican de diferentes maneras dependiendo de los rasgos distintivos de sus fonemas, lo que supuso un gran avance para la teoría fonológica. Por su parte, Jakobson (figura a caballo entre el estructuralismo europeo y el americano), añadió que la selección de cada lengua de unos rasgos distintivos u otros no es arbitraria y que entre éstos existe una jerarquía que coincide con el orden cronológico en que el niño adquiere los sonidos. Trubetzkoy y Jakobson habían participado anteriormente en el Círculo Lingüístico de Moscú donde coincidieron con S. Karcevski que había tenido contacto directo como Saussure.
Además, el desarrollo de las ideas del Círculo de Praga (donde Trubetzkoy y Jakobson, a partir del 1926, darían a la luz algunas de sus más importantes contribuciones a la lingüística) no se puede poner en cuenta de una continuación de la obra de Saussure, aún menos de discípulos de aquel lingüista genebrino. En Praga se bebía de una tradición lingüística propia, y muy fuerte, a la cual se agregó la vertiente lingüística rusa, construyendo juntos un abordaje absolutamente nuevo y particular. (cf. Jacqueline Fontaine, "O Círculo Lingüístico de Praga", S. Paulo: Ed. Cultrix - Ed. USP, 1978; V. Fried (ed.), "The Prague School of Linguistics and Language Teaching", Oxford University Press, 1972).

### Escuela de Ginebra y Círculo de Copenhague
El siguiente grupo que es preciso señalar es la Escuela de Ginebra, cuyos máximos representantes son Bally y Sechehaye, ambos también alumnos de Saussure. La principal peculiaridad de esta escuela será la separación entre sincronía y diacronía, negando el estructuralismo diacrónico y, por consiguiente, centrándose única y exclusivamente en el estudio sincrónico y en la teoría del signo.
Otro de los grupos pertenecientes al estructuralismo europeo que no debemos olvidar es el Círculo Lingüístico de Copenhague, cuya figura más relevante será Hjelmslev y su glosemática. Este lingüista considera que la lengua es forma pura, carente de materia; por consiguiente, las unidades básicas de su estudio no serán los fonemas, sino los sememas (unidades mínimas de expresión carentes de sustancia). En fin, Hjelmslev se pierde en reflexiones filosóficas sobre la sustancia y la forma.
Además de los mencionados más arriba, cabe destacar dentro del Estructuralismo Europeo a Jespersen, quien ya se plantea las posibilidades de una gramática universal, o el estructuralista británico Firth, cuyo objeto de estudio no es tanto la langue, sino la lengua realizada en el hablar; es decir, los enunciados. En la lista de estructuralistas europeos, no debemos olvidar a Benveniste y Martinet, seguidores de la fonología diacrónica del Círculo de Praga, y a Alarcos en España.

### Estructuralismo americano
Por lo que se refiere al Estructuralismo Americano, conviene señalar que su desarrollo es simultáneo al europeo, puesto que nace en 1925 con la creación de la Sociedad Americana de Lingüística y su revista Language. El iniciador de esta corriente será Boas con su Hadbook of American languages, pero quien realmente despuntará será su discípulo Sapir. Este último, considerado estructuralista implícito, con su obra Languages (1921) adopta una perspectiva mentalista y le concede gran nasa que importancia al estudio del contenido y de los aspectos culturales del lenguaje.
Por otro lado, cabe destacar a Bloomfield, representante del estructuralismo explícito, con su obra Languages (1933) crea la base de la nueva lingüística americana. Este lingüista adopta una concepción antimentalista o behaviorista, por lo que niega el estudio del significado, puesto que no es un hecho físicamente observable. Aunque es consciente de que el significado es un hecho lingüístico, su concepción behaviorista no le permite aceptarlo como objeto de estudio de la Lingüística, lo que le será duramente criticado por autores posteriores.

### Generativismo
Una vez analizado el estructuralismo como la primera gran teoría lingüística del siglo XX, pasaremos a analizar la que se considera la segunda gran corriente lingüística, esto es, el Generativismo. Se considera como fecha clave de su nacimiento 1957 con la publicación de Estructuras sintácticas de Chomsky, lingüista considerado el fundador del Generativismo. Con esta obra, Chomsky se opone tajantemente a las hipótesis de Bloomfield. De acuerdo con lo señalado por Tusón, el lingüista se opone, en primer lugar, a que los textos tengan únicamente una dimensión lineal según proponía Bloomfield. En segundo lugar, considera que Bloomfield adopta una perspectiva demasiado taxonómica o, lo que es lo mismo, demasiado clasificatoria y se olvida de responder preguntas como ¿cómo se aprende una lengua?; por tanto, defiende más bien una teoría del lenguaje. En tercer y último lugar, de acuerdo con Tusón, Chomsky y sus discípulos defienden una tesis innatista según la cual los seres humanos poseemos una capacidad de lenguaje propia de nuestra especie. En relación directa con esta última idea se encontraría el principio de Gramática Universal que destaca Chomsky, según el cual la mente humana tiene una orientación lingüística específica, que sería innata, no aprehendida. El desarrollo de esta capacidad por cada individuo sería la gramática particular. Desde el punto de vista de Chomsky y seguidores, debe operarse sobre datos empíricos con el fin último de construir una teoría universal, reflejo del conocimiento implícito de los hablantes.
Según algunos estudiosos como Marcos Marín, el desarrollo de la gramática generativa se produjo en dos fases: la primera se iniciaría en 1957 con la publicación de Estructuras sintácticas y abarcaría hasta 1965, año en que se publica Aspectos de la teoría de la sintaxis, también de Chomsky, con la que se iniciaría la segunda etapa. Algunas de las aportaciones más importantes en la primera de éstas fueron, ente otras: establecimiento de reglas que manifiestan las relaciones abstractas de la estructura profunda, se define la gramática adecuada como aquella que genere todas las secuencias gramaticales y no las agramaticales y establece tres niveles en la gramática, representados por las reglas sintagmáticas, las transformacionales y las morfofonológicas, respectivamente. Durante la segunda etapa, en cambio, Chomsky acepta el papel auxiliar de la semántica, estableciendo un inventario léxico o léxicon y unas reglas de proyección. En esta fase, la estructura profunda queda más definida, entendiéndose como tipo de descripción obtenida de una frase una vez aplicadas las tres reglas anteriores. La estructura superficial, en cambio, se entenderá como las relaciones expresadas antes de que intervengan las reglas transformacionales. Con la inclusión de la semántica a su estudio, nace la conocida como teoría estándar, que será seguida de la teoría estándar ampliada. Con posterioridad a 1965, cabe señalar una nueva versión de la gramática generativa con la teoría de la rección y el ligamiento.

## Lingüística del texto y pragmática
En cuanto a las últimas corrientes lingüísticas, es preciso destacar especialmente la Lingüística del Texto y la Pragmática.
Por lo que respecta a la Lingüística del Texto, nos ha servido de gran ayuda lo expuesto por Casalmiglia y Tusón al respecto. El máximo representante de esta corriente sería Van Dijk, quien, entre otros, se percató de que era imprescindible estudiar el contexto verbal para poder entender muchos fenómenos sintácticos tales como la pronominalización. La gramática textual se encargará de demostrar por qué la significación del texto es superior a la suma del significado de sus frases. Para ello, Van Dijk propone las macroestructuras como unidades superiores de contenido que representan el tema o tópico de un texto. Para extraer dichas macroestructuras, propone una serie de macrorreglas: de supresión (consistente en eliminar la información secundaria), de integración (incorporar información de diferentes enunciados en uno), de construcción  (construir un enunciado nuevo sin que exista previamente) y de generalización (sustitución hiperonímica).
En cuanto a la definición de texto, parece que los diferentes lingüistas no se ponen de acuerdo en definirla. En consonancia con lo propuesto por Casalmiglia y Tusón, entenderemos texto como unidad comunicativa diferente a la oracional, una unidad semántico-pragmática de sentido y una unidad intencional y de interacción. A diferencia de estudios anteriores, la Lingüística del Texto se centra en todo tipo de textos, no únicamente los escritos. Para el estudio del texto como acto comunicativo, es de gran importancia la aportación de Beaugrande y Dressler, con sus siete normas de textualidad: cohesión y coherencia, intencionalidad y aceptabilidad, situacional, intertextualidad e informatividad. Para la consecución de la primera de éstas, la cohesión, se proponen procedimientos cohesivos como la sustitución, la elipsis y la cohesión léxica. Por lo que respecta a la coherencia, ésta depende directamente de la intención comunicativa del hablante. En cuanto a la insten hagan la tarea no la copien nacionalidad, ésta se refiere a las intenciones del productor del texto, mientras que la aceptabilidad está relacionada con la recepción del texto y su aceptación durante el intercambio comunicativo. Por lo que se refiere a la informatividad, ésta evalúa si el contenido es más predecible o menos y la situacionalidad está relacionada con la influencia de la situación en el texto. Por último, la intertextualidad valora los patrones, el vocabulario, las fórmulas, etc., que se repiten en diferentes textos de forma que pertenezcan a un género u otro. En suma, la Lingüística del Texto ha sido de gran importancia para el estudio de los diferentes tipos de texto.
Finalmente, la última gran teoría lingüística actual que aquí mencionaremos será la Pragmática, cuyo fundador podría ser considerado Charles Morris, quien, en 1938, introdujo el término al considerar que la semiótica o ‘ciencia de los signos’, debía constar de tres partes: sintaxis, semántica y pragmática (entendida como la relación de los signos con sus intérpretes). Para el análisis de esta teoría lingüística, nos ha servido de gran ayuda la Introducción a la pragmática de Escandell, de donde hemos extraído los conceptos básicos de dicha corriente. De acuerdo con lo señalado por Escandell, en todo proceso comunicativo intervienen diferentes elementos. Estos pueden ser, por un lado, físicos, tales como el emisor/hablante, el destinatario/oyente, el enunciado/mensaje y el entorno. Por otro lado, pueden ser relacionales o inmateriales, como la información pragmática, la intención y la relación social.
Por lo que respecta al desarrollo de la Pragmática, se destacan dos fases: una primera, consistente en pura especulación filosófica, y una segunda, mucho más empírica. Los postulados primarios fueron planteados por dos filósofos del lenguaje Austin y su filosofía del lenguaje corriente, y Searle la teoría de los actos de habla. Por el otro ámbito Grice y su principio de cooperación, Ascombre y Ducrot y la teoría de la argumentación, Sperber y Wilson y la teoría de la relevancia y el estudio de la cortesía.
En cuanto a Austin y su filosofía del lenguaje, cabe subrayar como aportaciones a la pragmática el hecho de revalorizar el lenguaje corriente y, sobre todo, su triconomía de locutivo/elocutivo/perlocutivo. Denomina acto locutivo el que realizamos por el mero hecho de decir algo, acto elocutivo el que se realiza al decir algo, acciones como ordenar, aconsejar y acto perlocutivo el que se realiza por haber dicho algo.
Por lo que se refiere a Searle y su teoría de los actos de habla, éste considera que los enunciados, para ser adecuados, deberán cumplir cuatro condiciones: de contenido proposicional, preparatorias (condiciones que deben darse), de sinceridad (estado psicológico del hablante) y esenciales (caracterizan el tipo).  
Por otro lado, Grice establece el principio de cooperación según el cual los interlocutores deben respetar cuatro máximas para que la comunicación llegue a su fin. Estas consisten en dar la información necesaria y pertinente, que sea verdadera, que se digan cosas relevantes y que sea claro.
Ascombre y Ducrot proponen la teoría de la argumentación según la cual señalan unos marcadores argumentativos que se clasifican en operadores (si afecta a un único enunciado) y en conectores (si afectan a más de un enunciado). Estos últimos aparecerán clasificados según su función, su valencia y su orientación.
Otros autores que cabe destacar de la Pragmática son Sperber y Wilson y su teoría de la relevancia, cuya mayor aportación será el estudio de la comunicación verbal y la comunicación no verbal y la importancia de la inferencia o proceso deductivo a partir de unas evidencias no verbales. Por último, conviene mencionar el estudio de la cortesía, cuyos máximos representantes son Brown y Levinson.
En resumen, nos encontramos ante un amplio panorama lingüístico en el que ha habido una gran proliferación de teorías durante este último siglo. Cabe destacar los inicios de la lingüística con el comparativismo y el historicismo, continuado por el estructuralismo, posteriormente el  generativismo, la lingüística del texto y la pragmática.